# Nekor
Nekor (Tamazight: ⵏⴽⵓⵔ) was de hoofdstad van het middeleeuwse koninkrijk Nekor. De stad lag in het Rifgebergte van Marokko waar zich nu de stad Beni Bouayach bevindt.

## Geschiedenis
De stad werd opgericht door emir Idris ibn Salih tussen 749 en 761. Dit werd later de hoofdstad in de regeerperiode van zijn zoon Sa'id I ibn Idris (de hoofdstad daarvoor was Temsamane). Het werd binnengevallen door de Vikingen ergens tussen 859 en 862 en vernietigd door de Almoraviden van Yusuf ibn Tashfin in 1080 tijdens zijn verovering van het Rifgebergte.
Door de aanleg van de dam van Abdelkrim Khattabi is een groot deel van de locatie waar de stad lag, onder water verdwenen.